# Robert Jan van Pelt

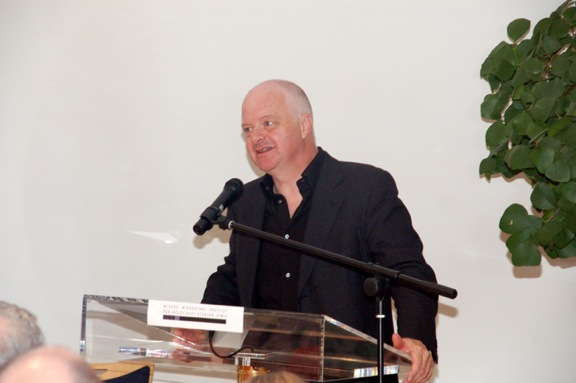
Robert Jan van Pelt tijdens de Fifth Simon Wiesenthal Lecture, Wenen, 16 juni 2011

Robert Jan van Pelt (Haarlem, 15 augustus 1955) is een Nederlandse publicist, architectuurhistoricus en hoogleraar aan de University of Waterloo, Ontario, Canada en een onderzoeker van de Holocaust. Hij is een toonaangevende deskundige op het gebied van Auschwitz en een geregeld spreker over onderwerpen rond de Holocaust. Zo keerde hij zich tegen de Holocaustontkenning. Met succes verdedigde hij Deborah Lipstadt in de rechtszaak wegens smaad die tegen haar werd aangespannen door  David Irving.

## Leven
Aan de Universiteit Leiden haalde Van Pelt een kandidaatsexamen kunstgeschiedenis en archeologie (1974) en een doctoraal examen bouwgeschiedenis (1979). Hij promoveerde in 1984 op ideeëngeschiedenis. Tijdens zijn studie was hij betrokken bij de restauratie van het Paleis Noordeinde in Den Haag. 
Hij kwam in 1987 in dienst van de University of Waterloo en gaf college over de cultuurgeschiedenis van de Middeleeuwen, de Renaissance, Verlichting en de negentiende eeuw. Verder doceerde hij stads- en filmgeschiedenis. Op het ogenblik is hij Professor of Cultural History in de Faculteit Bouwkunde. Hij woont in Toronto.

## Holocaust-onderzoek
Van Pelts betrokkenheid bij de Holocaust begon toen hij voor zijn promotie de Tempel van Salomo onderzocht onder leiding van Frances Yates. Van Pelt was naar eigen zeggen geschokt toen hij voor het eerst het bouwarchief van Auschwitz betrad en zich voor kon stellen hoe het concentratiekamp er tastbaar tijdens de oorlog uitgezien had. Hij ontdekte daar zijn levenstaak. Zijn project om Auschwitz als bouwwerk te onderzoeken begon toen hij een van de crematoria en complexen van gaskamers in Auschwitz-II Birkenau voordroeg voor opname in de canon voor de colleges bouwkunde aan de Universiteit van Virginia. Deze keuze maakte Van Pelt omstreden onder de academici daar.
Van Pelt trad ook op in de film van Errol Morris Mr. Death: The Rise and Fall of Fred A. Leuchter, Jr. over Fred Leuchter. Daarin valt hij de methoden van de bevindingen van Leuchter aan in diens Leuchter Report ter verdediging van Ernst Zündel, die in Canada in 1988 terechtstond wegens Holocaustontkenning. In de film oppert Van Pelt de analogie dat de nazi's de eerste Holocaust-ontkenners waren vanwege hun duistere eufemismen en terminologie voor hun dodelijke apparatuur: zo ontkenden ze hun daden voor zichzelf.
Van Pelt was een van de vier internationaal vooraanstaande Holocaust-historici die als getuige-deskundige optraden ter verdediging van Deborah Lipstadt, auteur van Denying the Holocaust, tegen de Holocaust-ontkenner Irving. Hij verdedigde zijn rapport van 770 bladzijden gedurende een kruisverhoor van vijf dagen.
Hoe betrokken Van Pelt was in deze rechtszaak is te zien in de film Denial, in Nederland uitgekomen op 6 april 2017. De Britse acteur en schrijver Mark Gatiss speelt daarin zijn persoon.
Van Pelt was fellow van de John Simon Guggenheim Memorial Foundation in 1994-1995 en van de Faculteit Milieukunde van Waterloo (2002-2004).

## Werken
Van Pelt schreef zelf vijf boeken en verder nog twee in samenwerking met Debórah Dwork. Hij droeg hoofdstukken bij aan twintig boeken en publiceerde meer dan dertig artikelen. Verder was hij adviseur voor films en de reconstructies in de televisiedocumentaire Auschwitz: The Nazis and the 'Final Solution' van Laurence Rees.
- Het Binnenhof: van grafelĳke residentie tot regeringscentrum, met Marieke Tiethoff-Spliethoff, Bataafsche Leeuw (1984) ISBN 9789067070126
- Tempel van de wereld: de kosmische symboliek van de tempel van Salomo, HES (1984) ISBN 9789061943440
- Architectural Principles in the Age of Historicism, Yale University Press (1993) ISBN 0300057881
- A site in search of a mission, in: The Anatomy of the Auschwitz Death Camp, Indiana University Press (1994) ISBN 9780253326843
- Auschwitz: 1270 to the Present, met Deborah Dwork, Norton (1996) ISBN 9780393039337
- The science of Holocaust Research and the Art of Holocaust Denial (1999) ISBN 9780921083931
- Holocaust: a history, met Deborah Dwork, Norton (2002) ISBN 9780393051889
- The Case for Auschwitz: Evidence from the Irving Trial, Indiana University Press (2002) ISBN 9780253340160
- Flight from the Reich: refugee Jews, 1933-1946, met Deborah Dwork, Norton (2009) ISBN 9780393062298

## Eerbewijzen
- University of Waterloo Outstanding Professor 2005
- National Jewish Book Award (1996) voor Auschwitz: 1270 to the Present
- Spiro Kostof Award (1997) van de Society of Architectural Historians

## Verwijzingen
1. ↑  Grand Valley Society of Architects - Robert Jan van Pelt of the UW school of architecture, gvsa.on.ca
2. 1 2 3  Jen, Leslie, "Van Pelt, Robert Jan", The Canadian Encyclopedia. Gearchiveerd op 18 februari 2009. Geraadpleegd op 2 juni 2008.
3. 1 2  Auschwitz: Inside the Nazi State. About. Advisors. Geraadpleegd op 2 juni 2008.
4. 1 2  Morris, Errol, "Mr. Death: Transcript". Geraadpleegd op 2 juni 2008.
5. ↑  van Pelt, Robert-Jan (2002). The Case for Auschwitz: Evidence from the Irving Trial. Indiana University Press, p. 66, pp. 570. ISBN 0253340160. Geraadpleegd op 2 juni 2008.
6. 1 2  "The Jewish Foundation for the Righteous:". Gearchiveerd op 27 mei 2007. Geraadpleegd op 2 juni 2008.
7. ↑  Denial. imdb.com. IMDB. Geraadpleegd op 8 april 2017.